# Hans Westerhof
Johannes Antonius Westerhof (Terborg, Países Bajos; 24 de noviembre de 1948), más conocido como Hans Westerhof, es un entrenador de fútbol neerlandés. Fue el director técnico del Club Deportivo Guadalajara de la Liga mexicana, de Chivas USA y del Club Necaxa.

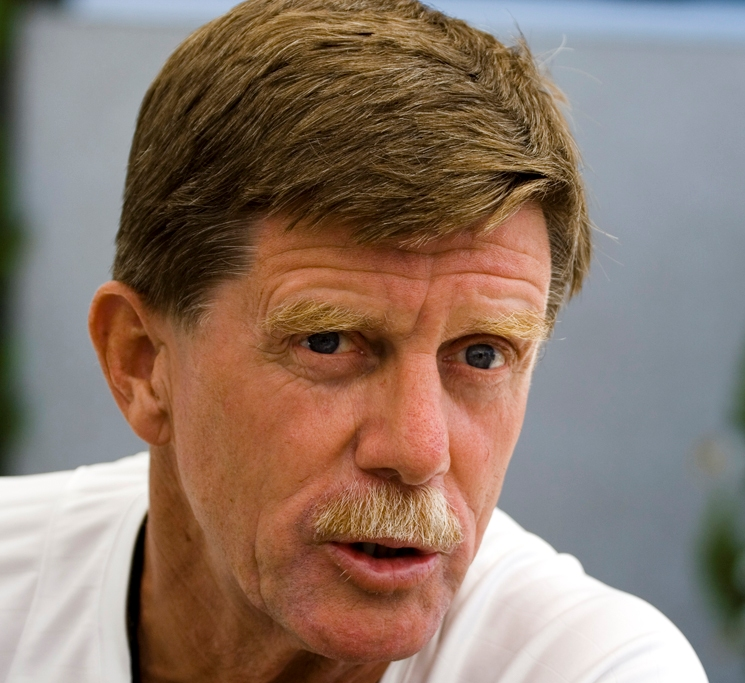
Hans Westerhof, entrenador de fútbol.

Como jugador, Westerhof jugó por el BV Veendam y el BVO Cambuur. Comenzó su carrera de entrenador en 1986, y ha dirigido al Groningen (1988-92 y 1994-96), PSV Eindhoven (1992-1994), la selección neerlandesa Sub-21 (1996-97), Ajax de Ámsterdam (2000), y al Willem II Tilburg (2000-03). Dirigió al Guadalajara en la campaña de 2004 y después se fue al Willem II Tilburg al siguiente año.
Dirigió al Guadalajara de nueva cuenta en el Clausura 2006 hasta la jornada 10, después de un empate de 1-1 con el Veracruz sería sustituido por José Manuel De la Torre. Para el Apertura 2007 es contratado por el Club Necaxa, y para el término del Apertura 2007 sería cesado luego de los malos resultados con los Rayos del Necaxa siendo reemplazado por Salvador Reyes de la Peña. Actualmente tiene 7 años retirado.